# Krople chwil...
„Krople chwil...” – singel Edyty Górniak wydany w 2004 roku, nagrany na potrzeby promocyjne wody mineralnej Cisowianka.
Na singlu znajduje się jedna kompozycja pt. „Krople chwil” skomponowana przez Grzegorza Jabłońskiego do tekstu Ryszarda Kunce.